# A29-es autópálya (Németország)
Az A29-es autópálya (németül: Bundesautobahn 29) egy autópálya Németországban. Hossza 94,5 km.